# Something in My House
Something In My House è una canzone dei Dead or Alive, estratta come secondo singolo dall'album del 1987 Mad, Bad and Dangerous to Know.
Così come l'album, anche il brano è stato prodotto dal famoso trio Stock, Aitken & Waterman.
Seppur non sia riuscita ad entrare nella Top10 del Regno Unito, il brano è uno dei più "famosi per la critica": dalle tonalità gothic piuttosto accentuate, la copertina del disco raffigurava Pete Burns davanti ad un altare oscuro.
Oltre a ciò, sempre nel disco singolo, fu pubblicata una versione 12" della canzone, il cosiddetto «Mortevicar Mix», che conteneva un campionamento di un dialogo tratto dalla traccia sonora del film L'esorcista.
Anche il videoclip non fu risparmiato dai critici: ambientato in un clima "semi-horror", venne addirittura censurato, a causa di una serie di fotogrammi in cui Pete sbucciava una banana (messaggio chiaramente ambiguo e riferito alla dubbiosa sessualità del cantante).

## Classifica
| Nazione                                   | Posizione position |
| ----------------------------------------- | ------------------ |
| Regno Unito                               | 12                 |
| Stati Uniti                               | 58                 |
| Stati Uniti Billboard Hot Dance Club Play | 3                  |
| Australia                                 | 19                 |